# マラウイの教育

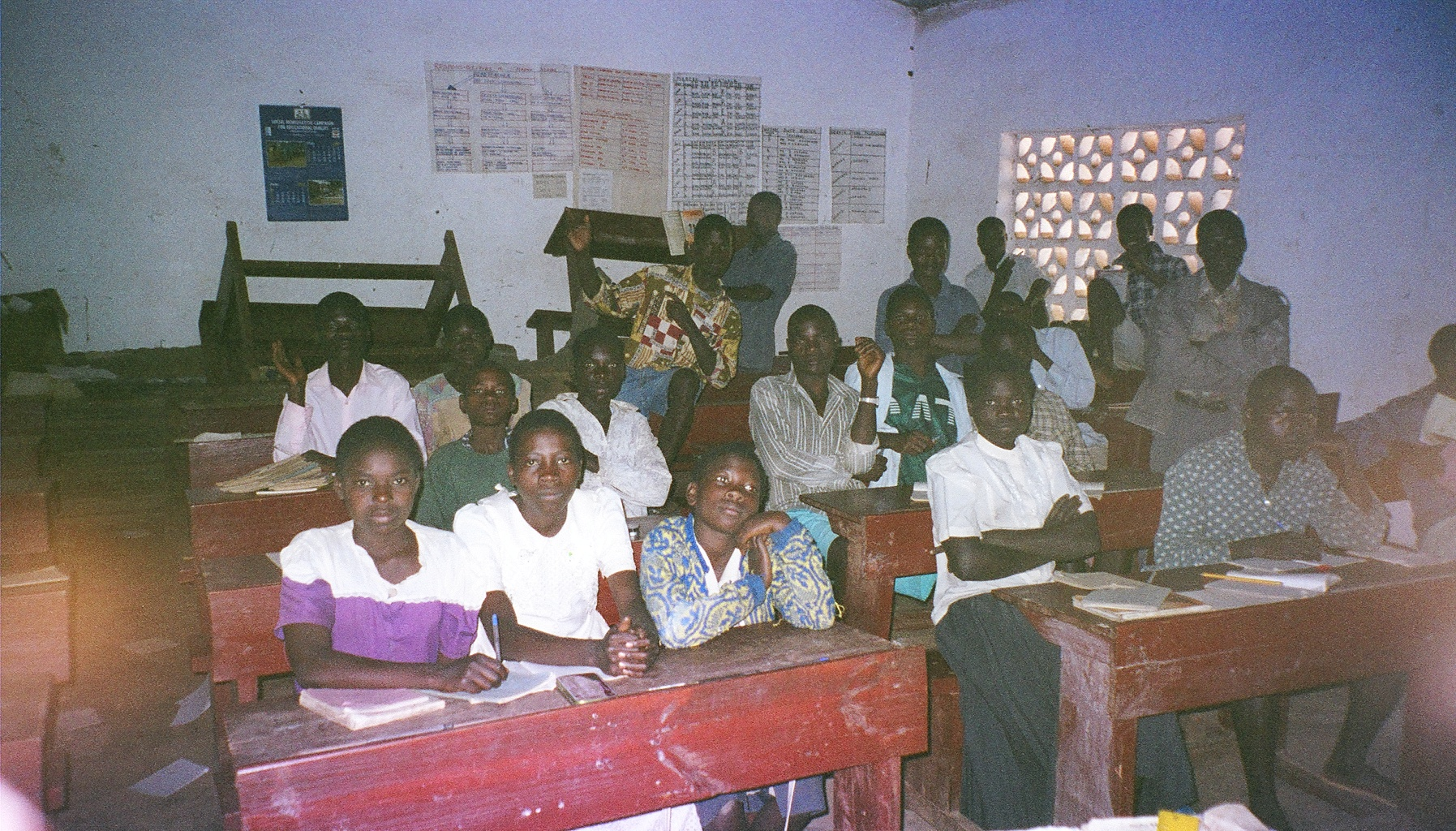
田舎の小学校の授業風景

マラウイの教育（マラウイのきょういく）について説明する。
マラウイでは、8-4-4制の教育制度が導入されている。すなわち、初等教育を8年、中等教育を4年、大学などの高等教育を4年とする制度である。初等学校への入学年齢は6歳であり、これは法律によって義務化されている。
マラウイ政府は1994年に全児童を対象として初等教育の無料化を実施した。国際連合児童基金の調査によれば、この制度により児童の学校出席率は向上したことが示されている。さらに1994年の調査では、総初等学校就学率は133.9%に達し、純初等学校就学率でも102.6%となった。一方で、1995の調査では初等学校へ入学し、第二学年に進級したのは62%で、五年生まで到達したのは34%でしかないことが報告されている。また、退学率は男子児童よりも女児児童が高いことが明らかとなっており、男女平等の観点から問題視されている。
ウィリアム・カムクワンバは、マラウイで最も有名な学生の一人である。カムクワンバはわずか14歳のときに、予備の部品で風車を組み立て、自宅を電化したことで世界的に有名となった。この業績によりカムクワンバはTED (カンファレンス)に招待され、公演を行った。